# فرانک-میشائیل وال
فرانک-میشائیل وال (انگلیسی: Frank-Michael Wahl؛ زادهٔ ۲۴ اوت ۱۹۵۶) بازیکن هندبال اهل آلمان بود.